# Средна аномалия
В орбиталната динамика средна аномалия е мярка на времето, специфична за дадено тяло, представляваща частта от орбиталния период на тялото p изминал след последното преминаване през периапсидата към целия орбитален период. Измерва се в радиани от 0 до 2*π и може да се онагледи с помощта на спомагателен кръг. На диаграмата по-долу е отбелязана с M (ъгълът z-c-y).
Точката y е дефинирата по начин, при който площта на кръговия сектор z-c-y е равна на площта на елиптичния сектор z-s-p, умножен по отношението между голямата и малката оси на елипсата на орбитата.

## Изчисление
Средната аномалия {\displaystyle M\,\!} се изчислява като:
{\displaystyle M-M_{0}=n(t-t_{0})\,\!}
където:
- {\displaystyle M_{0}\,\!} е средната аномалия по време {\displaystyle t_{0}\,\!},
- {\displaystyle t_{0}\,\!} е началното време

,
- {\displaystyle t\,\!} е разглежданото време,
- {\displaystyle n\,\!} е средното движение.

Алтернативно:
{\displaystyle M=E-e\cdot \sin E\,\!}
където:
- {\displaystyle E\,\!} е аномалията на ексцентрицитета на орбитата,
- {\displaystyle e\,\!} е ексцентрицитета на орбитата.